# Dele Charley
Raymond Caleb Ayodele "Dele" Charley, född 27 mars 1948 i Freetown, död 8 maj 1993, var en författare från Sierra Leone. Han studerade i Freetown och i London och var även utbildningsminister.